# Нагорний Микола Никифорович
Мико́ла Ники́форович Наго́рний (10 грудня 1935, Берестовець — 18 листопада 1994) — український науковець у галузі механізації сільського господарства, інженер-механік. Доктор технічних наук (1990), професор (1992), академік Української академії аграрних наук (1993). Лауреат Державної премії України в галузі науки і техніки (1991).
Понад 25 років — науковий співробітник Українського науково-дослідного інституту механізації та електрифікації сільського господарства (1963—1990), з яких 16 років — завідувач лабораторії механізації обробітку ґрунту. Автор понад 150 наукових робіт, розробник знарядь для безполицевого обробітку ґрунту, плугів для високоякісної ярусної оранки, комбінованих ешелонованих агрегатів.

## Життєпис

Могила Миколи Нагорного, кладовище в Новосілках

Народився 10 грудня 1935 року в селі Берестовець на теперішній Черкащині в робітничій родині.
У 1954 році з відзнакою закінчив Уманський технікум механізації, електрифікації та сільськогосподарського будівництва, здобув спеціальність технік-механік. Відтоді ж проходив службу в лавах радянської армії.
З 1957 року брав участь у будівництві Новокриворізького гірничо-збагачувального комбінату. З 1959 року — вчитель виробничого навчання та фізики Берестовецької середньої школи.
У 1962 році закінчив кафедру механізації сільського господарства Української сільськогосподарської академії, здобувши кваліфікацію інженер-механік. Учень академіка Петра Василенка.
У 1967 році закінчив аспірантуру Українського науково-дослідного інституту механізації та електрифікації сільського господарства (УНДІМЕСГ), захистивши кандидатську дисертацію на тему «Исследование агрегата с отвальными рабочими органами для террасирования склонов под сельскохозяйственные культуры» (науковий керівник — професор Микола Настенко).
Відтоді ж — старший науковий співробітник лабораторії механізації обробітку ґрунту УНДІМЕСГ, з 1972 року — завідувач цієї лабораторії, якою керував до 1988 року, перейшовши на посаду завідувача відділу механізації вирощування зернових культур.
У 1990 році здобув науковий ступінь доктора технічних наук, захистивши дисертацію на тему «Технологии и средства механизации защиты почв от эрозии на пахотных склоновых землях Украинской ССР». Відтоді ж — академік-секретар Відділення механізації та електрифікації Української академії аграрних наук. У 1992 році затверджений у вченому званні професора.
Помер на 59-му році життя 18 листопада 1994 року. Похований на кладовищі села Новосілки.

## Наукова діяльність
Автор понад 150 наукових робіт. Науковий керівник і консультант понад 5 кандидатів і одного доктора наук.
Дослідник стану механізації захисту ґрунтів України від ерозії. Зробив значний внесок у розвиток сучасної ґрунтообробної техніки, розробивши знаряддя для безполицевого обробітку ґрунту, плуги для високоякісної ярусної оранки (ПНЯ-4-40, ПНЯ-6-40 тощо), комбіновані ешелоновані агрегати.
У 1991 році, спільно з колегами, нагороджений Державною премією України в галузі науки і техніки за «розробку базової моделі та впровадження ґрунтозахисної системи землеробства з контурно-меліоративною організацією території». З 1993 року — академік Української академії аграрних наук.

## Науковий доробок (частковий)
- Исследование агрегата с отвальными рабочими органами для террасирования склонов под сельскохозяйственные культуры: диссертация кандидата технических наук : 05.00.00 / Н. Н. Нагорный. — Киев, 1966. — 242 с. : ил. (рос.)
- Рекомендации по технологии мелиорации солоновых почв Украинской ССР / Министерство сельского хозяйства Украинской ССР ; Составили Н. Н. Нагорный и др. ; Ответственный за выпуск Н. П. Кульчицкий. — Киев: Урожай, 1977. — 21, [3] с. : ил., табл. (рос.)
- Технологии и средства механизации защиты почв от эрозии на пахотных склоновых землях Украинской ССР: диссертация доктора технических наук : 05.20.01. — Глеваха, 1988. — 450 с. : ил. (рос.)

### Авторські свідоцтва на винаходи (у співавторстві)
- 1978 — «Рабочий орган почвообрабатывающего орудия»
- 1982 — «Вибрационный глубокорыхлитель»
- 1984 — «Плуг для ярусной вспашки почвы»